# Spółgłoska szczelinowa międzyzębowa dźwięczna
Spółgłoska szczelinowa międzyzębowa dźwięczna – rodzaj dźwięku spółgłoskowego występujący w językach naturalnych. W międzynarodowej transkrypcji fonetycznej IPA oznaczana jest symbolem: [ð].

## Artykulacja
W czasie artykulacji podstawowego wariantu [ð]:
- modulowany jest prąd powietrza wydychanego z płuc, czyli jest to spółgłoska płucna egresywna
- tylna część podniebienia miękkiego zamyka dostęp do jamy nosowej, powietrze uchodzi przez jamę ustną (spółgłoska ustna)
- prąd powietrza w jamie ustnej przepływa ponad całym językiem lub przynajmniej uchodzi wzdłuż środkowej linii języka (spółgłoska środkowa)
- jest to spółgłoska zębowa - język kontaktuje się z górnymi siekaczami, tworząc małą szczelinę. Szczelina ta jest na tyle wąska, że masy powietrza wydychanego z płuc tworzą charakterystyczny dla spółgłoski szczelinowej szum.
- wiązadła głosowe drgają periodycznie, spółgłoska ta jest dźwięczna

## Terminologia
Spółgłoska szczelinowa międzyzębowa to inaczej spółgłoska frykatywna interdentalna lub frykatyw interdentalny.

## Przykłady
- w języku albańskim: verdhë [vɛɾðə] "żółty"
- w języku angielskim: father [ˈfɑ:ðəɹ] "ojciec"
- w języku fidżyjskim: ciwa [ðiwa] "dziewięć"
- w języku nowogreckim: δεν πειράζει [ðem biˈrazi] "bez znaczenia"
- język arabski kontrastuje [ð] (zapisywane literą ﺫ dhāl) i faryngalizowane [ðˁ] (zapisywane literą ﻅ ẓā)
  - ذکر [ðikr] "przypomnienie, zikr"
  - غليظ [ɣæˈli:ðˁ] "dziki"

## Spółgłoska szczelinowa niesycząca dziąsłowa dźwięczna
W niektórych językach występuje spółgłoska szczelinowa niesycząca dziąsłowa dźwięczna, nie posiadająca odrębnego symbolu IPA, zapisywana [ð̠], [ð͇] lub [ɹ̝], kiedy niezbędne jest rozróżnienie.

### Artykulacja
W czasie artykulacji podstawowego wariantu [ð̠]:
- modulowany jest prąd powietrza wydychanego z płuc, czyli jest to spółgłoska płucna egresywna
- tylna część podniebienia miękkiego zamyka dostęp do jamy nosowej, powietrze uchodzi przez jamę ustną (spółgłoska ustna)
- prąd powietrza w jamie ustnej przepływa ponad całym językiem lub przynajmniej uchodzi wzdłuż środkowej linii języka (spółgłoska środkowa)
- jest to spółgłoska dziąsłowa – język kontaktuje się z dziąsłami, tworząc małą szczelinę. Szczelina ta jest na tyle wąska, że masy powietrza wydychanego z płuc tworzą charakterystyczny dla spółgłosek szczelinowych szum. W zależności od tego czy kontaktu dokonuje górna powierzchnia czy czubek języka, mówimy o spółgłosce apikalnej lub laminalnej.
- wiązadła głosowe drgają periodycznie, spółgłoska ta jest dźwięczna

### Przykłady
- w języku islandzkim: þakið [θ̠akið̠] "dach"[1][2]. W tym języku zwykle jest to spółgłoska apikalna[1][2].